# Ari Aster

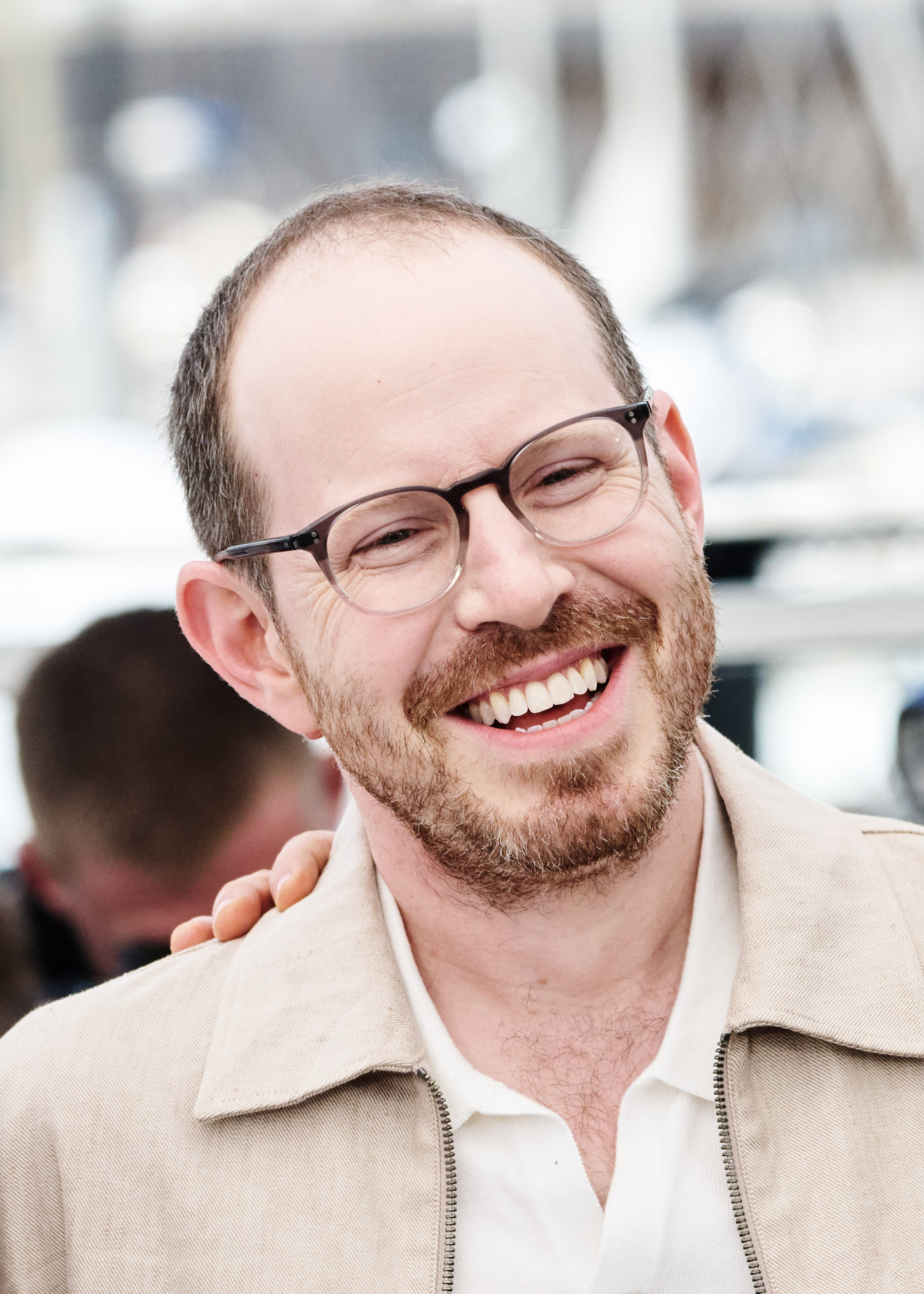
Ari Aster (2025)

Ari Aster (* 15. Juli 1986 in New York) ist ein US-amerikanischer Regisseur, Drehbuchautor und Filmproduzent.

## Leben
Ari Aster wurde in einer jüdischen Familie in New York geboren, wuchs in New Mexico auf und studierte Regie am AFI Conservatory in Los Angeles, wo er einen Master-Abschluss erwarb. Er hat einen Bruder. Nach mehreren Kurzfilmen wie The Strange Thing About the Johnsons, Munchausen und Basically, die er beim Sundance Film Festival, beim South by Southwest Film Festival, beim New York Film Festival und beim Fantastic Fest vorstellte, gab Aster mit Hereditary – Das Vermächtnis sein Regie- und auch Drehbuchdebüt bei einem Langfilm. Der Film mit Toni Collette und Alex Wolff in den Hauptrollen feierte im Januar 2018 auf dem Sundance Film Festival seine Weltpremiere und wurde im März 2018 beim South by Southwest Film Festival vorgestellt.
Nach dem Erfolg von Hereditary – Das Vermächtnis erklärte Aster, noch eine Reihe weiterer Ideen für Filme zu haben. Ein Jahr später brachte er dann seinen zweiten Kinofilm Midsommar auf die Leinwand.
Ende Juni 2020 wurde Aster ein Mitglied der Academy of Motion Picture Arts and Sciences. Im Jahr 2023 folgte sein dritter Spielfilm Beau Is Afraid mit Joaquin Phoenix als Hauptdarsteller. Das Drehbuch für die Alptraumkomödie entwickelte er seit seiner Zeit als Filmstudent kontinuierlich weiter. An diesem war er ebenso wie bei Dream Scenario (2023) als Produzent beteiligt.
Im Jahr 2025 wurde sein Spielfilm Eddington in den Hauptwettbewerb des 78. Filmfestivals von Cannes eingeladen.

## Filmografie
- 2008: Herman’s Cure-All Tonic (Kurzfilm, nur Regie)
- 2011: The Strange Thing About the Johnsons (Kurzfilm)
- 2011: TDF Really Works (Kurzfilm)
- 2011: Beau (Kurzfilm)
- 2013: Munchausen (Kurzfilm)
- 2014: Basically (Kurzfilm)
- 2014: The Turtle’s Head (Kurzfilm)
- 2016: C’est La Vie (Kurzfilm)
- 2018: Hereditary – Das Vermächtnis (Hereditary)
- 2019: Midsommar
- 2021: The Bones (Los huesos) (Kurzfilm, Produktion)
- 2023: Beau Is Afraid
- 2025: Death of a Unicorn (Produktion)
- 2025: Eddington

## Auszeichnungen (Auswahl)
Gotham Award
- 2018: Nominierung für den Bingham Ray Breakthrough Director Award (Hereditary – Das Vermächtnis)
- 2018: Nominierung für den Publikumspreis (Hereditary – Das Vermächtnis)
- 2019: Nominierung für das Beste Drehbuch (Midsommar)[8]

Independent Spirit Award
- 2019: Nominierung als Bester Debütfilm (Hereditary – Das Vermächtnis)

Internationale Filmfestspiele von Cannes
- 2025: Nominierung für die Goldene Palme (Eddington)

Neuchâtel International Fantastic Film Festival
- 2018: Nominierung als Bester Film (Hereditary – Das Vermächtnis)[9]

Saturn Award
- 2019: Auszeichnung als Breakout Director (Hereditary – Das Vermächtnis)

South by Southwest Film Festival
- 2018: Nominierung für den Publikumspreis – Midnighters (Hereditary – Das Vermächtnis)